# Jorge Dávila Flores
Jorge Dávila Flores (8 de noviembre de 1958 en Saltillo, México) es un Ingeniero agrónomo, que se ha dedicado al sector industrial de México. Actual Diputado por la LXIII Legislatura del Congreso de la Unión.

## Biografía y educación
Nació el 8 de noviembre de 1958 en Saltillo, ciudad en la que realizó la mayor parte de sus estudios. Desde pequeño estuvo interesado por las finanzas, participando como tesorero en las sociedades estudiantes del Colegio Ignacio Zaragoza y el Bachilleres Ateneo Fuente.
Se tituló como Ingeniero Agrónomo por el Instituto Tecnológico y de Estudios Superiores de Monterrey y más tarde realizó una maestría en Administración con especialidad en finanzas por la misma institución, pasado después a ser catedrático. También, ha sido aficionado a deportes como el béisbol y el fútbol americano, ya que participó desde pequeño en ligas infantiles y obtuvo una beca de fútbol americano para sustentar sus estudios; años más tarde formaría la Liga Pequeña de Béisbol de Saltillo y estaría a cargo del Club de Béisbol Saraperos de Saltillo.

## Trayectoria empresarial
En el año de 1985 fundó su propia empresa dedicada a la venta de autopartes y artículos autoléctricos, Autoléctrica JDF. Desde entonces, combinó su trabajo con actividades para impulsar el sector empresarial y en 1989 comienza a participar en la Cámara Nacional de Comercio de Saltillo, ocupando diversos puestos como consejero y tesorero hasta llegar a ser el presidente de la Confederación de Cámaras Nacionales (CONCANACO) en el año 2010.

## Servicio público
En el servicio público incursionó como primer regidor en la administración de Miguel Arizpe Jiménez, dejando la actividad empresarial por un tiempo, de acuerdo con los lineamientos de la Cámara de Comercio. En marzo del 2015 fue designado como candidato plurinominal en la circunscripción de Coahuila por el Partido Revolucionario Institucional
Durante este cargo, se le designó Presidente de la comisión de economía, que tiene como objetivo impulsar reformas y elevar los niveles de productividad y competitividad en los sectores productivos.

## Principales cargos
- Vicepresidente nacional de Modernización Comercial de la CONCANACO-SERVYTUR (2001-2010).
- Coordinador regional de la zona noreste (Coahuila, Nuevo León, Tamaulipas, Chihuahua y Durango) de la CONCANACO-SERVYTUR. (2003–2006)
- Secretario general de la CONCANACO-SERVYTUR.(2006–2010).
- Tesorero general de la CONCANACO-SERVYTUR.(2009–2010)
- Presidente nacional de la CONCANACO.(2010-2014)
- Miembro de la Comisión Ejecutiva del CCE.(2010–2014)
- Presidente del Club de Béisbol Saraperos de Saltillo de la liga mexicana de béisbol.